# Sarah Carp
Sarah Carp (* 15. srpna 1981, Curych) je švýcarská dokumentární fotografka. V roce 2021 byla oceněna cenou Swiss Press Photo Award pro švýcarského fotografa roku.

## Životopis
Sarah Carp se narodila v srpnu 1981 v Curychu. Vystudovala Vevey School of Photography. Dlouho žila v Cardiffu ve Walesu, než se v roce 2016 vrátila do Švýcarska. Žije a pracuje hlavně ve Švýcarsku.
Její práce získaly řadu ocenění, včetně ceny Swiss Press Photo Award v roce 2021.

## Publikace
Neúplný seznam
- Donneuse apparentée, Kehrer Verlag, 2013
- Petits récits de l’intemporel, conversation entre Françoise Jaunin et Sarah Carp, Éditions. art&fiction, 2016
- Aidants-aidés, destins croisés, collaboration avec Nicole Von Kaene, Éditions Belles Pages, 2018

## Osobní výstavy
- 2011: Donneuse apparentée, Galerie Focale, Nyon, Švýcarsko
- 2011: Donneuse apparentée, conférence « le proche aidant », EPFL, Lausanne, Švýcarsko
- 2015: Lac sensible, Musée du Léman, Nyon, Švýcarsko[3]
- 2016: Respiration(s), Espace Chuv, Lausanne, Švýcarsko
- 2017: Lac sensible, Musée d’Yverdon et région, Švýcarsko
- 2018: Aidants, aidés – destins croisés, Clinique de la Suva et Hôpital, Yverdon-les-Bains, Švýcarsko
- 2019: Renaissance, Prix Focale – Ville de Nyon – Galerie Focale, Nyon, Švýcarsko[4]
- 2019: Renaissance, Centre d’art contemporain – Espace Echandole, Yverdon-les-Bains, Švýcarsko
- 2019: Aidants, aidés – destins croisés, Hugs, Ženeva, Švýcarsko
- 2019: Aidants, aidés – destins croisés, Espace Chuv, Lausanne, Švýcarsko

## Sbírky
- Musée de l’Elysée[1]
- Musée du Léman[1]
- Ville d’Yverdon-les-Bains
- Soukromé sbírky

## Ceny a ocenění
Neúplný seznam
- 2013: Prix Situations-2 za projekt Roots[5]
- 2019: prix Focal-Ville de Nyon, za projekt Renaissance[5][4]
- 2020: prix de la Fondation CEPY, za projekt Parenthèse, série fotografií pořízených během karantény[5][6]
- 2021: Ocenění Švýcarský novinářský fotograf roku (Photographe Swiss Press de l'année) za projekt Parenthèse[5][7][8]
- 2021: Swiss Press Photo Catégorie Vie Quotidienne za projekt Parenthèse